# Elysius amapaensis
Elysius amapaensis là một loài bướm đêm thuộc phân họ Arctiinae, họ Erebidae.